# میاتلی
میاتلی (به لاتین: Miatli) یک منطقهٔ مسکونی در روسیه است که در داغستان واقع شده است.